# Новоселье (Ломоносовский район)
Новосе́лье (фин. Somerokangas) — городской посёлок в Ломоносовском муниципальном районе Ленинградской области. Административный центр Аннинского городского поселения.

## История
СТРЕЛИНСКАЯ ПОДСТАВА — деревня Красносельской удельной конторы Шунгоровского приказа, по почтовому тракту, число дворов — 4, число душ — 8 м. п. (1856 год)

В 1860 году деревня Стрелинская подстава насчитывала 6 дворов.

СТРЕЛИНСКАЯ ПОДСТАВА — деревня Павловского городского правления при колодце, по шоссе из Стрельны в Красное Село, в 13 верстах от Петергофа, число дворов — 4, число жителей: 7 м. п., 15 ж. п. (1862 год)

- Деревня Стрелинская Подстава на карте 1885 года

В 1885 году деревня Стрелинская Подстава насчитывала 8 дворов.
В конце XIX — начале XX века деревня Новоселье (Somerokangas) административно относилась Константиновской волости 1-го стана Петергофского уезда Санкт-Петербургской губернии и входила в состав финского лютеранского прихода Хиетамяки. По приходским данным население деревни было исключительно финским.
- План деревни Новоселье. 1913 год

В 1913 году деревня называлась Новоселье (Стрелинская Подстава), количество дворов в деревне не изменилось.
В 1917 году деревня Новоселье входила в состав Стрелинской волости Петергофского уезда.
С 1918 года в составе Сергиевской волости.
С 1919 года в составе Стрельно-Шунгоровской волости.
С 1923 года в составе Стрельнинской волости Троцкого уезда.
С 1924 года в составе Шунгоровского сельсовета.
Согласно данным переписи населения СССР 1926 года в деревне Стрельнинская Подстава проживали 50 человек, большинство финны, а также русские и белорусы; в посёлке Новоселье проживали 119 человек, большинство финны, а также русские.
С 1927 года в составе Урицкого района.
С 1930 года в составе Ленинградского Пригородного района.
По данным 1933 года деревни Новоселье и Подставо-Стрельнинское входили в состав Шунгоровского финского национального сельсовета Ленинградского Пригородного района.
С 1936 года в составе Красносельского района.
В 1940 году население деревни Новоселье составляло 321 человек.
С 1 августа 1941 года по 31 декабря 1943 года деревня находилась в оккупации.
С 1955 года в составе Ломоносовского района.
С 1963 года в составе Гатчинского района.
С 1965 года вновь в составе Ломоносовского района. В 1965 году население деревни Новоселье составляло 245 человек.
По данным 1966 года деревня Новоселье также находилась в составе Шунгоровского сельсовета.
По данным 1973 и 1990 годов посёлок Новоселье входил в состав Аннинского сельсовета Ломоносовского района.
В 1997 году в посёлке проживали 1827 человек, в 2002 году — 2360 человек (русские — 88 %), в 2007 году — 2613.
С 10 января 2017 года посёлок Новоселье отнесён к категории городской посёлок.

## География
Посёлок расположен в северо-восточной части района на автодороге 41К-140 (Стрельна — Яльгелево), к юго-востоку от города Ломоносов и к северу от посёлка Аннино.
Расстояние до посёлка Аннино — 7 км.
Расстояние до ближайшей железнодорожной платформы Сергиево — 3 км.
Примыкает к территории Красносельского района Санкт-Петербурга.

## Население
| 1862  | 1997  | 2002    | 2007    | 2010  | 2017  | 2018  | 2019  | 2020  |
| ----- | ----- | ------- | ------- | ----- | ----- | ----- | ----- | ----- |
| 22    | ↗1827 | ↗2360   | ↗2613   | ↗2810 | ↗3528 | ↗3846 | ↗4551 | ↗5417 |
| 2021  | 2023  | 2024    | 2025    |       |       |       |       |       |
| ↗7642 | ↗9082 | ↗10 249 | ↗11 711 |       |       |       |       |       |

### Национальный состав
Согласно данным Всероссийской переписи населения 2021 года в посёлке проживали 7643 человека, из них:
 русские — 5226, украинцы — 52, татары — 36, армяне — 33, белорусы — 29, узбеки — 25, таджики — 14, азербайджанцы — 12, черкесы — 10, башкиры — 8, казахи — 7, кабардинцы — 5, евреи — 4, корейцы — 4, молдаване — 4, немцы — 4, табасараны — 4, грузины — 3, калмыки — 3, латыши — 3, марийцы — 3, мордва — 3, удмурты — 3, абхазы — 2, арабы — 2, болгары — 2, буряты — 2, карелы — 2, коми — 2, кумыки — 2, монголы — 2, осетины — 2, турки — 2, туркмены — 2, агулы — 1, киргизы — 1, кубинцы — 1, кряшены — 1, финны — 1, цыгане — 1, чуваши — 1, якуты — 1, другие национальности — 124 человека, остальные национальность не указали.

## Инфраструктура
Застройка коттеджная, есть несколько многоэтажных домов.
В посёлке строятся четыре крупных жилых комплекса «NEWПИТЕР», «Новоселье: Городские кварталы», Таллинский парк и ЛесART. Построена ледовая арена, на которой проводятся местные спортивные мероприятия и открыт каток.
Было расширено Красносельское шоссе.

## Предприятия и организации
- ООО «Зенит СТП» (светотехническое производство)
- ООО «Фирма Агрикон»
- ООО «Специализированный застройщик „СТ-Новоселье“»
- ГУП «Пригородное дорожно-эксплуатационное предприятие»
- Муниципальное предприятие коммунального хозяйства «Новоселье»
- ООО «Новоселье Телеком»
- Ледовая Арена ICE RINK
- АО «Северный НИИ гидротехники и мелиорации»
- ООО «УК Развитие»
- ООО «Лемэк»
- Пятёрочка (сетевой магазин)
- ООО «ПУРПУР» (кондитерская фабрика)

## Транспорт
В 3 км к северу от посёлка расположена железнодорожная платформа Сергиево, осуществляется пассажирское сообщение пригородными электропоездами.
В посёлке осуществляется автобусное сообщение по маршрутам:
| №   | Конечная остановка 1  | Конечная остановка 2          | Примечания |
| --- | --------------------- | ----------------------------- | --- |
| 1-И | Новоселье             | Иннолово                      | Маршрут Аннинского городского поселения |
| 129 | Платформа Сергиево    | Садоводство «Кировец»         | Социальный автобусный маршрут города Санкт-Петербурга. Оплата наличными не принимается, возможна активация отложенного пополнения карты «Подорожник» |
| 181 | Новоселье             | Проспект Ветеранов            | Маршрут Ломоносовского района |
| 461 | Платформа Сергиево    | Аннино                        | Социальный автобусный маршрут города Санкт-Петербурга. Оплата наличными не принимается, возможна активация отложенного пополнения карты «Подорожник» |
| 462 | Платформа Сергиево    | Стрельнинский лесопитомник    | Социальный автобусный маршрут города Санкт-Петербурга. Оплата наличными не принимается, возможна активация отложенного пополнения карты «Подорожник» |
| 635 | Новоселье             | Проспект Ветеранов            | Маршрут Ломоносовского района |
| 636 | Ретселя, Туутари-Парк | Ломоносов, Владимирская улица | Маршрут Ломоносовского района |

В 1 км к северу от посёлка открыта развязка с Санкт-Петербургской кольцевой автомобильной дорогой.

## Телекоммуникации
Услугу доступа в Интернет по выделенным линиям предоставляют компании УЮТ-Телеком, Ростелеком, Лайнер и «Простор Телеком».

## Фото
- Посёлок Новоселье. 2008 год

## Улицы
Адмиралтейская, Аннинская, бульвар Белых Ночей, Большая Балтийская, Вербный переулок, Гидротехников, Гостинная, Дальняя, Дачная, Дружбы, Заречная, Зелёный переулок, Институтская, Камышовый переулок, Каштановый переулок, Кирпичная, Кленовая, Колокольный переулок, Копорская, Красносельское шоссе, Лебяженская, Ленинградская, Лесопарковая, Ломоносовская, Малая Балтийская, Малиновая, Мелиораторов, Молодёжная, Невская, Ольховая, Парадная, Петропавловская, Питерский проспект, Полевая, набережная реки Кикенки, Ропшинская, Русско-Высоцкая, Рябиновая, Сельская, Серафимовская, Снежный переулок, Старо-Питерская, Стрельнинская, Счастливая, Троицкая, Фонарная, Центральная, Ямской переулок